# Carlos Grossmüller
Carlos Javier Grossmüller est un footballeur uruguayen d'ascendance allemande, né le 4 mai 1983 à Montevideo. Il compte 4 sélections avec la Celeste. Il est surnommé "Goma".